# District de Baqiao
Le district de Baqiao (灞桥区 ; pinyin : Bàqiáo Qū) est une subdivision administrative de la province du Shaanxi en Chine. Il est placé sous la juridiction de la ville sous-provinciale de Xi'an.